# Brookston (Indiana)
Brookston – miasto w Stanach Zjednoczonych, w stanie Indiana, w hrabstwie White.